# François Binoche
Pour les articles homonymes, voir Binoche.
François Binoche, né le 23 mars 1911 à Paris 6e arrondissement et mort le 18 mai 1997 à Nice, est un résistant et général de division français.

## Biographie
D'une famille d'industriels, il est le fils de Léon Binoche et le frère d'Antoinette Binoche,. Il suit sa scolarité au lycée Henri-IV.

### Carrière militaire avant 1939
Sorti sous-lieutenant de l'École spéciale militaire de Saint-Cyr en 1932 (promotion « Maréchal Joffre »), il est affecté au 168e régiment d'infanterie sur la ligne Maginot, puis à la Légion étrangère deux ans plus tard. Il sert en Algérie (1935-1936), puis au Maroc jusqu'en 1939, au 1er régiment étranger d'infanterie et au 2e régiment étranger d'infanterie.

### Seconde Guerre mondiale
Il fait la campagne de France au sein du 11e régiment étranger d'infanterie. Fait prisonnier, le 23 juin, dans la région d'Ochey (Toul), il s’évade le 1er août. Il fabrique un faux ordre de mission pour rejoindre le Maroc où il prend contact avec la mission Guérin-Ter Sarkissoff, mais les membres de cette mission sont trahis, et il est arrêté, puis relâché en 1941, faute de preuves. Pendant sa détention, il rencontre Pierre Mendès France dont il sera le conseiller militaire lorsque celui-ci deviendra Président du Conseil.
Il est affecté au 5e régiment d’infanterie et, faute de pouvoir s’engager dans les Forces françaises libres, il participe comme agent P2 (CAFFI no 18 730) au réseau Mithridate de Pierre-Jean Herbinger puis, après le démantèlement de celui-ci, au réseau Gallia de Gorce-Franklin. Il organise les FFI de l’Ardèche et, en 1944, chasse les Allemands du département (combats du Cheylard le 5 juillet 1944, où il perd un bras). Il continue les combats dans la vallée du Rhône, participe à l’organisation du département, puis s’engage dans la 5e DB. À la fin de la guerre, il est chef de bataillon et fait Compagnon de la Libération.

### Carrière après guerre
En 1946, il entre au cabinet militaire du ministre de la Défense où il est promu au grade de lieutenant-colonel, il est affecté au groupement porté de la Légion à Agadir en 1946, qu’il quitte en 1949 pour le Tonkin (5e régiment étranger d'infanterie). Rapatrié sanitaire il est ensuite affecté au 6e régiment de tirailleurs marocains d'où il est détaché au groupe régional 61, service de l’entraînement préparatoire et des réserves à Rabat. En 1954, il est nommé conseiller militaire de Pierre Mendès France, alors Président du Conseil.
Il est, avec le grade de colonel, nommé commandant de l'arrondissement de Baden-Baden, poste qu'il occupe de 1953 à 1958. Revenu en France, il rejoint la direction centrale de l'infanterie d'où il est détaché auprès du ministre des anciens combattants et victimes de guerres. Parallèlement, il suit une formation complémentaire à l’Institut des hautes études de Défense nationale en 1959. Il a été Gouverneur Militaire de Berlin de 1964 à 1967.

### Guerre d'Algérie
En septembre 1960, il est nommé chef adjoint à l'état-major de la Zone Nord Algérois. En février 1961, il devient l'adjoint du commandant la 7e division légère blindée. Lors du putsch des généraux en 1961, il s'oppose aux généraux rebelles.

### Fin de carrière
Il est nommé à la Cour militaire de justice ainsi que général de brigade, en 1962, puis général de division en 1964. Il est nommé gouverneur militaire du secteur français de Berlin (1964-1967), poste auquel lui succède le général Bertrand Huchet de Quénétain. Il demande à être versé dans le cadre de réserve après la démission du général de Gaulle en 1969. Il est mis à la retraite sur décision du président Giscard d'Estaing, après avoir critiqué sa politique européenne, et rejoint les gaullistes de gauche au sein de leurs formations travaillistes à la fin des années 1970. Il est réintégré dans le cadre de réserve par François Mitterrand.
Il est candidat à la mairie de Nice en 1983 pour le parti Nice démocratie, notamment avec Max Gallo. Il résidait alors avenue Evans à Nice.

## Famille
Fils de l'industriel et international de rugby Léon Binoche (1878-1962), frère de la résistante et femme politique Antoinette Binoche (1910-2001), il est le père de l'universitaire et historien Jacques Binoche (né en 1938). Son père Léon est le grand-oncle de l'actrice Juliette Binoche.

## Décorations
|  |  |  |
|  |  |  |
|  |  |  |
|  |  |  |

### Intitulés
Titulaire de 6 citations dont 2 à l'ordre de l'armée, de deux blessures de guerre (amputation du bras droit en 1944).
- Grand officier de la Légion d'honneur
- Compagnon de la Libération par décret du 7 mars 1945[7]
- Croix de guerre 1939–1945 (3 citations)
- Croix de guerre des Théâtres d'opérations extérieurs
- Médaille de la Résistance française par décret du 5 novembre 1946[8]
- Médaille des évadés
- Croix du combattant volontaire de la Résistance
- Médaille de la déportation pour faits de Résistance
- Officier de l'ordre de Léopold (Belgique)
- Commandeur de l'Étoile noire (Bénin)
- Commandeur du Nichan Iftikhar (Tunisie)
- Commandeur de l'ordre du Ouissam alaouite (Maroc)
- FM of with Silver Palm[Quoi ?] (États-Unis)
- Croix de la Valeur (Pologne)
- Croix du Mérite (Pologne) avec glaive
- Médaille des guérilleros espagnole de 1re classe avec palme d’or